# The Clairvoyant
The Clairvoyant is een single van Iron Maiden. Het nummer verscheen op 1 augustus 1988 en was de derde single van het album Seventh Son of a Seventh Son. 

## Tracklist
1. "The Clairvoyant" (live) (Steve Harris) – 4:27
2. "The Prisoner" (live) (Adrian Smith, Steve Harris) – 6:08
3. "Heaven Can Wait" (live) (Steve Harris) – 7:08

## Bezetting
- Bruce Dickinson - zang
- Dave Murray - gitaar
- Adrian Smith - gitaar
- Steve Harris - basgitaar
- Nicko McBrain - drums